# Martin Hoffmann
Martin Hoffmann (Gommern, 22 maart 1955) is een voormalig voetballer uit Oost-Duitsland, die speelde als aanvaller. Hij kwam zijn gehele loopbaan uit voor 1. FC Magdeburg. Met die club won hij in 1974 de Europacup II door in de finale, gespeeld in Rotterdam, af te rekenen met het AC Milan van trainer Giovanni Trapattoni: 2–0. Na zijn actieve carrière stapte hij het trainersvak in.

## Interlandcarrière
Hoffmann kwam in totaal zesenzestig keer (zestien doelpunten) uit voor de nationale ploeg van Oost-Duitsland in de periode 1973–1981. Onder leiding van bondscoach Georg Buschner maakte hij zijn debuut op 21 november 1973 in de vriendschappelijke wedstrijd tegen Hongarije (0–1) in Boedapest, net als zijn clubgenoot Axel Tyll (1. FC Magdeburg). Hoffmann maakte deel uit van de Oost-Duitse ploeg, die in 1976 de gouden medaille won bij de Olympische Spelen in Montreal. Hij nam tevens deel aan het WK voetbal 1974 in West-Duitsland, waar hij scoorde tegen Chili (1–1).

## Erelijst
1. FC Magdeburg
- DDR-Oberliga: 1973/74, 1974/75
- FDGB-Pokal: 1972/73, 1977/78, 1978/79, 1982/83
- Europacup II: 1973/74

 Oost-Duitsland
- Olympische Zomerspelen: 1976